# Chiesa della Madonna della Stella (Pianezza)
La chiesa della Madonna della Stella sorge a Pianezza, in via omonima, nella città metropolitana di Torino.

## Storia
È probabile che il sito fosse già dedicato al culto mariano di Nostra Signora del Lessano, probabile antico nome della località agli inizi del X secolo.

Lasciato poi in declino, il sito fu ripreso come tappa di diramazione dell'allora Cammino di Santiago di Compostela, da cui il nome Stella, e permettendo così i pellegrini provenienti dalla Lombardia di scavalcare Torino e proseguire direttamente per la Val di Susa. Il presbiterio è di inizio XV secolo, mentre il resto fu terminato nel 1474. I dipinti furono commissionati direttamente dai Provana, già signori di Collegno.

Suggestive le vele delle volte interne, dipinte con delle scene della Dormizione di Maria, più alcuni affreschi della scuola di Giacomo Jaquerio.

Il 12 settembre 1714, la comunità fece voto alla Madonna della Stella per la liberazione da un'epidemia, forse di natura influenzale, tanto da dedicargli la festa patronale di Pianezza.